# William E. Simon
William Edward Simon (Paterson, 27 de novembro de 1927 – Santa Bárbara, 3 de junho de 2000) foi um empresário norte-americano que serviu como o 63º Secretário do Tesouro dos Estados Unidos entre 1974 e 1977 durante o final da presidência de Richard Nixon e toda presidência de Gerald Ford. Fora da política ele foi um empresário e filantropo de sucesso, sendo um grande apoiador do capitalismo laissez-faire. Ele morreu aos 72 anos, por complicações de uma fibrose pulmonar.